# Salve Jorge (trilha sonora)
A música da telenovela brasileira Salve Jorge é dividida em três coletâneas musicais, sendo uma focada na trilha sonora nacional, trilha sonora nacional volume 2, focada nos ritmos mais populares, e a trilha sonora internacional, a trilha turca, apesar de tocada na novela, foi cancelada pela Rede Globo para evitar comparações com as outras novelas da autora Glória Perez, e também devido a baixa audiência do folhetim.

## Nacional
Com os protagonistas, Théo (Rodrigo Lombardi) e Morena (Nanda Costa), figurando na capa, o CD contendo as músicas nacionais de Salve Jorge foi lançado em 2012, sob o título "Salve Jorge Nacional Vol. 1".
O CD contém vários sucessos do momento,começando pela música Esse Cara Sou Eu de Roberto Carlos tema dos protagonistas Théo e Morena.Ainda na trilha sonora tem Seu Jorge com a música "Alma de Guerreiro" tema de abertura da novela,Barão Vermelho com a música "Sorte e Azar",Caetano Veloso com "Tiranizar" e "Ivete Sangalo" em parceria com Alejandro Sanz com a música "No Me Compares" tema do inesquecível casal Helô e Stênio. Para completar ainda temos Maria Rita, Leandro Sapucahy,Diogo Nogueira,Maria Bethânia,Tchê Garotos,Nana Caymmi,Naldo,Erasmo Carlos,Alcione,Sorriso Maroto,Tim Maia e Ney Matogrosso.
Capa: Rodrigo Lombardi como Théo e Nanda Costa como Morena
| N.º | Título                                           | Música                         | Personagem                  | Duração |  |
| 1.  | "Esse Cara Sou Eu"                               | Roberto Carlos                 | Théo e Morena               |         |  |
| 2.  | "Alma de Guerreiro"                              | Seu Jorge                      | Abertura                    |         |  |
| 3.  | "Me Deixas Louca (Me Vuelves Loco)"              | Maria Rita                     | Bianca e Zyah               |         |  |
| 4.  | "Favela Fashion Week"                            | Leandro Sapucahy               | Locação: Complexo do Alemão |         |  |
| 5.  | "Tristeza"                                       | Diogo Nogueira                 | Locação: Complexo do Alemão |         |  |
| 6.  | "Sorte e Azar"                                   | Barão Vermelho                 | Carlos e Antônia            |         |  |
| 7.  | "Vive"                                           | Maria Bethânia                 | Aída e Nunes                |         |  |
| 8.  | "Fazendo Coisa Boa"                              | Tchê Garotos                   | Locação: Complexo do Alemão |         |  |
| 9.  | "Quando o Amor Acontece"                         | Nana Caymmi                    | Stênio e Bianca             |         |  |
| 10. | "Tiranizar"                                      | Caetano Veloso                 | Antônia e Celso             |         |  |
| 11. | "Meu Corpo quer Você" (part. esp.: Preta Gil)    | Naldo                          | Drika e Pepeu               |         |  |
| 12. | "No Me Compares"                                 | Alejandro Sanz & Ivete Sangalo | Helô e Stênio               |         |  |
| 13. | "Mais Um na Multidão" (part. esp.:Marisa Monte)  | Erasmo Carlos                  | Érica e Théo                |         |  |
| 14. | "Amor Surreal"                                   | Alcione                        | Delzuíte                    |         |  |
| 15. | "É Nóis Fazê Parapapá" (part. esp.: Michel Teló) | Sorriso Maroto                 | Salete e Murat              |         |  |
| 16. | "Furdúncio"                                      | Roberto Carlos                 | Lurdinha                    |         |  |
| 17. | "Aquele Abraço"                                  | Tim Maia                       | Locação: Rio de Janeiro     |         |  |
| 18. | "Mesmo que Seja Eu" (Ao Vivo)                    | Ney Matogrosso                 | Aída                        |         |  |

## Nacional 2
O cd nacional de Salve Jorge volume 2 foi lançado com ritmos mais populares do gosto do público
como a música Gatinha Assanhada de Gusttavo Lima e Bará Bará de Cristiano Araújo.E muitos artistas famosos como Paula Fernandes,Gaby Amarantos,Thiaguinho,Jeito Moleque e Mc Leozinho na trilha sonora 2 de Salve Jorge
Capa: Roberta Rodrigues como Maria Vanúbia
| N.º | Título                                      | Música                | Personagem                  | Duração |  |
| 1.  | "Gatinha Assanhada"                         | Gusttavo Lima         | Lurdinha                    |         |  |
| 2.  | "Mineirinha Ferveu"                         | Paula Fernandes       | Geral                       |         |  |
| 3.  | "Bara Bara"                                 | Cristiano Araujo      | Pescoço                     |         |  |
| 4.  | "Ela Tá Beba Doida (Beba Doida)"            | Gaby Amarantos        | Geral                       |         |  |
| 5.  | "Ousadia & Alegria"                         | Thiaguinho            | Geral                       |         |  |
| 6.  | "Dança Sensual"                             | MC Koringa            | Maria Vanúbia               |         |  |
| 7.  | "Batucada Quente"                           | Trio Preto +1         | Locação: Complexo do Alemão |         |  |
| 8.  | "Dança do Bole Bole"                        | Péricles              | Locação: Complexo do Alemão |         |  |
| 9.  | "Tô de Boa" ((ao vivo0)                     | João Bosco & Vinícius | Locação: Complexo do Alemão |         |  |
| 10. | "Celebrar"                                  | Jammil                | Geral                       |         |  |
| 11. | "De Cara pro Gol"                           | Jeito Moleque         | Geral                       |         |  |
| 12. | "Um Amor Puro" (Part. Esp.: Caetano Veloso) | Batuk D'Gueto         | Lucimar                     |         |  |
| 13. | "I Love you Baby"                           | Oba Oba Samba House   | Helô e Stênio               |         |  |
| 14. | "Toda Gostosa"                              | Mc Leozinho           | Maria Vanúbia               |         |  |
| 15. | "Volta por Cima"                            | Rose Barcellos        | Locação: Gafieira           |         |  |
| 16. | "Como Você é Pra mim"                       | Eddu Grau             | Théo e Márcia               |         |  |
| 17. | "Funk do Alemão"                            | MC Mingau             | Locação: Complexo do Alemão |         |  |
| 18. | "Preta Pretinha"                            | Márcia Castro         | Geral                       |         |  |

## Internacional
A música I'll Never Love This Way Again  de Dionne Warwick (que também está na trilha da novela com "It Was Almost Like a Song") foi regravada pela cantora Jesuton para embalar o romance dos protagonistas Théo e Morena. 
Ainda na trilha sonora da novela tem Jason Mraz cantando a música 93 Million Miles que embala o romance de Zyah e Ayla
e Girl On Fire de Alicia Keys tema de Bianca e Zyah. Além de músicas eletrônicas que tocam
na boate como Golden People de Mister Jam e Finally Found You de Enrique Iglesias 
completando a trilha sonora internacional de Salve Jorge.
- Capa: Domingos Montagner como Zyah [8]

| N.º | Título                                                | Música           | Personagem       | Duração |  |
| 1.  | "I'll Never Love This Way Again"                      | Jesuton          | Théo e Morena    |         |  |
| 2.  | "93 Million Miles"                                    | Jason Mraz       | Ayla e Zyah      |         |  |
| 3.  | "Hurts Like Heaven"                                   | Coldplay         | Locação          |         |  |
| 4.  | "Red"                                                 | Taylor Swift     | Rosângela        |         |  |
| 5.  | "Tres Palabras"                                       | Luis Miguel      | Théo e Lívia     |         |  |
| 6.  | "They very thought of you" (part. esp.: Ana Carolina) | Tony Bennett     | Érica e Théo     |         |  |
| 7.  | "All of You"                                          | Colbie Caillat   | Locação          |         |  |
| 8.  | "What Could Have Been Love"                           | Aerosmith        | Carlos e Antônia |         |  |
| 9.  | "Ride"                                                | Lana Del Rey     | Aisha            |         |  |
| 10. | "It Was Almost Like a Song"                           | Dionne Warwick   | Berna e Mustafá  |         |  |
| 11. | "Lights"                                              | Ellie Goulding   | Festas           |         |  |
| 12. | "Finally Found You" (feat. Sammy Adams)               | Enrique Iglesias | Festas           |         |  |
| 13. | "Sleep"                                               | Allen Stone      | Bianca           |         |  |
| 14. | "Golden People" (featuring JACQ & King Tef)           | Mister Jam       | Festas           |         |  |
| 15. | "Girl on Fire"                                        | Alicia Keys      | Bianca e Zyah    |         |  |
| 16. | "Shattered Dreams"                                    | Cyndi Lauper     | Traficadas       |         |  |
| 17. | "My Favorite Girl"                                    | P9               | Russo            |         |  |
| 18. | "As Long you Love me"                                 | Ordinarius       | Locação          |         |  |
| 19. | "I'm In The Mood For Love"                            | Rod Stewart      | Romântico Geral  |         |  |

## Instrumental
A trilha traz o logotipo da novela sobre fundo mais escuro em relação ao apresentado na abertura. A trilha incidental tem
22 composições pelo produtor musical Alexandre de Faria:
1. Tema Épico
2. Winds of Capadocia
3. Tema Sem Voz
4. Tema de São Jorge
5. Tema de Morena e Théo
6. Dreaming
7. Bolero Romântico
8. From Here To There
9. Suspense Trompas
10. Turtango
11. The Way Back to Bosphorus
12. Don Quixote de La Capadocia
13. Véus de Cléo
14. Stambul
15. Tambores da Guerra
16. Doomsday
17. Purgação
18. Pipes of Winds
19. Hypnoticon
20. Dance Gypsy Club
21. Desafio Turco
22. Samba de Ladeira